# دامبروفکا کوشچیلنا (استان لهستان بزرگ)
دامبروفکا کوشچیلنا (لهستانی: Dąbrówka Kościelna؛ ‏ [dɔmˈbrufka kɔɕˈt͡ɕelna]) یک روستا در لهستان است که در گمینا کیشکووو واقع شده‌است.